# Pniewo (gmina Międzyrzecz)
Pniewo – osada w Polsce, położona w województwie lubuskim, w powiecie międzyrzeckim, w gminie Międzyrzecz. Osada stanowi samodzielne sołectwo Pniewo.
W latach 1975–1998 miejscowość administracyjnie należała do województwa gorzowskiego.
W Pniewie istnieje trasa turystyczna, obejmująca fragment tuneli i schronów bojowych, zwanych pancerwerkami Międzyrzeckiego Rejonu Umocnionego. Udostępnione są różne warianty trasy: długi liczący 3 km i krótki o długości 1,5 km, a także warianty na życzenie i liczne trasy naziemne. Ponadto w Pniewie znajduje się skansen sprzętu wojskowego i sala wystawowa, w której zgromadzono liczne eksponaty związane z historią i przyrodą MRU.
Inne miejscowości o nazwie Pniewo: Pniewo, Pniewy